# Galeopsis novella
Galeopsis novella är en mossdjursart som beskrevs av Hayward 1988. Galeopsis novella ingår i släktet Galeopsis och familjen Celleporidae. Inga underarter finns listade i Catalogue of Life.